# سیارک ۲۹۱۴
سیارک ۲۹۱۴ (به انگلیسی: 2914 Glarnisch، نامگذاری:1965SB) دو هزار و نهصد و چهاردهمین سیارک کشف شده‌است که در ۱۹ سپتامبر ۱۹۶۵ کشف شد.
قدر مطلق سیارک برابر ۱۳٫۸۰ است.